# Кожна секретна річ
«Кожна секретна річ» (англ. Every Secret Thing) — кримінальна драма, знята Емі Дж. Берг за сценарієм Ніколь Голофсенер, написаним на основі однойменного роману Лаури Ліппман.

## Сюжет
Підлітки Ронні Фуллер і Еліс Меннінг відсиділи 7 років за викрадення та вбивство маленької дівчинки. Ронні влаштувалась працювати в булочній, а Еліс весь день гуляє містом та їсть їжу з фаст-фудів. Вона постійно обманює маму, що шукає роботу, демонструє, що вона жертва системи. У неї є прагнення — потрапити на телебачення.
Молоде подружжя з донькою Бріттані вибирають новий диван в магазині меблів. Сперечаючись, яку модель обрати, дівчинка зникає. За зникненням береться детектив Ненсі Портер, яка займалася справою Фуллер і Меннінг. Портер з колегою дізнається, що Ронні кілька разів робила спроби покінчити життя самогубством, а Еліс народила дитину. Аборт було робити пізно, мама змусила відмовитись від дитини. Еліс дуже переживала через це. Мама розповіла, що бачила її донечку у місті. Еліс почала шукати і, побачивши Бріттані, викрадає її. Поліція знаходить дівчину в будинку матері Родріго — співучасника та батька дитини Еліс.
Родріго заарештовують за викрадення та зґвалтування Еліс. Меннінг насолоджується увагою преси. Врешті-решт розкриваються деталі першого викрадення: насправді жертвою системи була Ронні Фуллер.

## У ролях
| Актор                | Роль          |
| -------------------- | ------------- |
| Даян Лейн            | Гелен Меннінг |
| Елізабет Бенкс       | Ненсі Портер  |
| Дакота Феннінг       | Ронні Фуллер  |
| Данієль Макдональд   | Еліс Меннінг  |
| Нейт Паркер          | Кевін Джонс   |
| Common               | Девлін Хетч   |
| Колін Доннелл        | Пол Портер    |
| Білл Сейдж           | Дейв Фуллер   |
| Тоньє Патано         | Кларіс        |
| Джуліто Мак-Каллум   | Родріго       |
| Клер Фолі            | Марі Пейдж    |
| Лілі Пілблед         | Джинн         |
| Рене Еліз Голдсберрі | Синтія        |
| Сара Соколовіч       | Мейвін Літтл  |

## Створення фільму

### Виробництво
Зйомки фільму проходили в Нью-Йорку, США.

### Знімальна група
- Кінорежисер — Емі Дж. Берг
- Сценарист — Ніколь Голофсенер
- Кінопродюсер — Френсіс Мак-Дорманд, Ентоні Брегмен
- Композитор — Робін Кудерт
- Кінооператор — Роб Гарді
- Кіномонтаж — Біллі Мак-Міллан, Рон Патан
- Художник-постановник — Моллі Г'юз
- Артдиректор — Ніколь Екенроад
- Художник-декоратор — Сюзан Перлмен
- Художник з костюмів — Емма Поттер
- Підбір акторів — Джинн Мак-Карті[2]

## Сприйняття
Фільм отримав переважно негативні відгуки. На сайті Rotten Tomatoes оцінка стрічки становить 31 % на основі 36 відгуків від критиків (середня оцінка 5,2/10) і 32 % від глядачів із середньою оцінкою 2,9/5 (2 619 голосів). Фільму зарахований «гнилий помідор» від кінокритиків та «розсипаний попкорн» від глядачів, Internet Movie Database — 6,1/10 (5 727 голосів), Metacritic — 46/100 (15 відгуків критиків) і 4,0/10 (4 відгуки від глядачів).